# Raneb
Raneb je bio 2. faraon 2. dinastije Egipta. 

## Ime
Ranebovo ime se može pisati i kao Nebra, iako je to rijetko. U svakom slučaju, sadrži ime boga Sunca Raa, što je vrlo znakovito, jer se prvi put Raovo ime pojavljuje u imenu faraona. Čini se da je štovanje Sunca počelo, dakle, u 2. dinastiji.
Raneb znači "Ra je gospodar", a Nebra "gospodar Sunca". Vjerojatniji je, zapravo, drugi naziv, jer se riječ možda u ovom imenu još ne odnosi na boga, već na samo Sunce, jer Ra je i bog Sunca i egipatska riječ za Sunce.
Budući da se Raovo ime piše i kao Re, ovaj faraon se može zvati i Reneb i Nebre.
Kraljevo rodno ime bilo je Kakau. 

## Životopis
Raneb je naslijedio svojeg prethodnika, faraona Hotepsekemuija, koji je osnovao 2. dinastiju, a bio je sin ili zet zadnjeg vladara 1. dinastije - Kaaa. Raneb je ili sin ili brat Hotepsekemuija, a jer Hotepsekemuijeva žena nije poznata, vjerojatnije je da su Raneb i Hotepsekemui bili braća, i kad je stariji umro, mlađi ga je naslijedio.
Maneton, veliki povjesničar, tvrdio je da je Raneb vladao Egiptom 39 godina, ali tako velika brojka ne može biti potvrđena na temelju nekoliko pronađenih artefakata koji su datirani u njegovo doba.
Ranebovo ime je pronađeno na kipu svećenika Redžita, steli iz Memfisa, te kao grafit na kamenu iz zapadne pustinje, blizu ceste koja povezuje Nil i zapadne oaze.
Budući da je Hotepsekemui ponovno ujedinio Egipat smirujući neke pobune, Raneb je vladao u vrlo mirno doba. Ne zna se gdje je pokopan, ali je to najvjerojatnije bilo u Sakari.
Naslijedio ga je Ninečer, a njegovo porijeklo ga vjerojatno veže uz Raneba, te su najvjerojatnije bili otac i sin.

## Promjene u religiji
Ne samo da je Raneb počeo posebno štovati boga Sunca, već je uveo nove kultove svetih bikova, te je tako postavio temelj obožavanju Sunca što je i dovelo do gradnje velikih piramida.

## Vanjske poveznice
- Raneb (Nebra), 2. kralj 2. egipatske dinastije